# 神宮方
神宮方（じんぐうかた）とは、室町幕府の機関の1つで伊勢神宮に関する政策を扱う。
朝廷に代わって伊勢神宮の造替やそのために必要な役夫工米の徴収もしくは免除について主に扱った。ただし、その具体的職務には不明な点も多い。
設置時期は不明だが、応永3年（1396年）には既に設置されていた。頭人（長官）は神宮方頭人もしくは神宮頭人と称され、摂津氏・太田氏・町野氏などの幕府官僚の家から選ばれた。その下には開闔や国ごとの奉行などの職員が置かれていた。